# Borbély József (evangélikus lelkész)
Borbély József (Paks, 1791. szeptember 2. – Bonyhád, 1871. január 19.) evangélikus lelkész. Bonyhádon töltött 55 évet előbb egyszerű lelkészként, később esperesként.

## Élete
Édesanyja Miskey Erzsébet, apja Borbély István kétyi prédikátor. Nagyapja szintén Borbély István kétyi prédikátor (1739-től töltötte be ezt a tisztséget). Mielőtt  Borbély József Bonyhádra került volna, Sopronban végezte el a teológiát, utána Pesten házitanítóskodott. Mivel ismerték apját Kétyről, ezért hívták a városba, ami nagyon helyes cselekedetnek bizonyult. Bonyhádra kerülése (1816. január 22.) és kinevezése (1816. május 7.) után 1819-ben feleségül vette a hidasi Marhauser  Erzsébetet, Marhauser Vilmos és Rühl Anna Margaréta  mindössze 14 éves lányát. Az esküvőt 1819. április 20-án tartották.
Összesen öt gyermekük született, ebből kettőről áll rendelkezésre információ : Lajos a bécsi orvosi egyetemen tanult, István pedig követve apja és nagyapja hagyományait, lelkész lett Szárazdon. Lajosnak apja nagyon szívén viselte és egyengette sorsát. Magaviseleti bizonyítványt kért róla, majd levelet írt a megyének, hogy tegyék lehetővé egy külföldi egyetemen tanulását.
Borbély és Perczelék nagyon jó viszonyban voltak egymással. Perczel Mór pedig, aki  jócskán benne volt a pesti forradalomban, 1848. március 20-án levelet küldött Borbélynak, amit az március 23-án meg is kapott. A levélben Perczel leírta a 12 pontot és a pesti eseményeket, tájékoztatta az elért eredményekről és meghagyta Borbélynak, hogy ezt ki kell hirdetni Bonyhád lakosságának. Így 1848. március 23-án, Borbély József evangélikus lelkész vezetése alatt a bonyhádi Szentháromság téren délután népgyűlést tartottak. Ezen Borbély, kistermetű ember lévén egy hordón állva tartotta  híres  beszédét.  Elsőként  felolvasta  Perczel  levelét. Ezt követően lefordította németre és harsány éljenzések közepette kihirdette az úrbéli és közteherviselési cikktervezeteket és azt, hogy a jobbágyok fel vannak szabadítva.
Később, Haubner Máté 1849-es letartóztatása és bebörtönzése után Borbély Geringer úr, Magyarország Kormánybiztosa és Thun kultuszminiszter után magához a császárhoz is bejutott kegyelemért könyörögni. Nem járt eredménnyel.
Borbély kulcsszerepet játszott az 1806-ban megnyitott ám 1856-ban bezárt sárszentlőrinci gimnázium újraindításában. 1870 tavaszán pedig az egyházmegye Borbély tanácsára megvásárolta a bonyhádi zsidó jótékonysági egylet épületét, az iskola nyáron átköltözött, és szeptember 6-án megkezdődött a tanítás. Ez az iskola a mai Petőfi Sándor Gimnázium.

## Nemzetőrség
A bonyhádi evangélikus lelkészlak falán emléktábla őrzi Borbély József esperes emlékét. Neve nemcsak mint lelkész, hanem mint Perczel Mór barátja és a Nemzetőrség lelkes szervezője is nyomot hagy történelmünkben. Sírja az evangélikus temetőben található.[forrás?]

## Ismert munkái
Nyomtatásban megjelent egyetlen munkája ismeretes:
- Beszéd Haubner Máté ev. superintendens felavatásakor Pápán okt. 6. 1816. Győr. (Többekkel együtt.)